# Николай Свинаров
Николай Аврамов Свинаров е български политик, бивш военен министър и бивш председател на партия Българска нова демокрация.
Роден е на 6 май 1958 г. в Шумен. Бащата му е лекар, а майка му – зъболекарка. През 1982 г. завършва право с отличие в Софийския университет „Климент Охридски“. От 1984 г. е адвокат в Търговище, а от 1985 г. – в София. Започва в областта на наказателното право, а след 1990 г. специализира в областта на гражданското и търговско право. Според автобиографията му е „защитавал дела със значителен интерес и правна сложност“. Член е на Софийска адвокатска колегия 2 мандата. От 1998 до 2001 г. е избран за главен секретар на Висшия адвокатски съвет.
Николай Свинаров участва в Центъра за граждански контрол върху актове и действия на администрацията, който като обществено сдружение често оспорва правителствени нормативни документи пред Върховния административен съд.
 Ползва английски и руски език.
Става член на НДСВ и заместник-председател на партията. В парламента влиза 2001 г. като 4-ти в листата на НДСВ в 25-и столичен район. На 24 юли 2001 г. е избран за министър на отбраната в правителството на Симеон Сакскобургготски (2001 – 2005). Бил е и председател на комисията по вътрешна сигурност.
През 2003 г., по време на мандата на Николай Свинаров като министър на отбраната, летище Божурище е преобразувано в частна държавна собственост, с което се подготвя неговата приватизация, приключила през 2007 г.
На 5 декември 2007 г., заедно с още 16 депутати от НДСВ, образуват парламентарна група „Българска нова демокрация“ (БНД). На 11 май 2008 г. тя основава политическа партия „Българска нова демокрация“ и Николай Свинаров става неин председател. На 2 април 2011 г. на Втория редовен конгрес на БНД той остава само член на Централния изпълнителен съвет на партията, с мандат, приключил на Третия конгрес на 18 април 2015 г.
Брат му е професор по медицина. Николай Свинаров има 3 дъщери. Едната, Ася, заминава да следва в САЩ. Другата му дъщеря, Надежда, е юрист и адвокат от 2012 г., негов съдружник от 2015 г. 